# Monarchia
A monarchia azon államforma, melyben az államfő uralkodó, idegen szóval monarcha, aki a hatalmat egyszemélyben gyakorolja. Az uralkodó címét örökléssel és/vagy választással szerzi, és határozatlan vagy határozott ideig tartja meg.

## Monarchia
Monarchia (a görög monosz és arkhein: „egyszemélyes vezetés” összekapcsolásából) eredeti értelemben egyeduralom, a hatalomgyakorlás egyik formája, a szuverenitásának mint legfőbb államhatalomnak egyik természetes személyben (monarcha) való kifejeződése és összpontosítása, mai értelemben a köztársasággal szembeállítva olyan államforma, amelyben az államfő tisztségét egy, az öröklési elv alapján meghatározott személy (császár, cár, király stb.) élethossziglan tölti be. A monarchia eredetileg egyszemélyi hatalomgyakorlás teljességét jelentette, sőt az ősi teokratikus rendszerekben az uralkodó – mint istenség földi megszemélyesítője, vagy képviselője – vallási feladatokat is ellátott. Az uralkodó hatalmát csak vallási, erkölcsi megfontolások, vagy magasabb rendűnek tekintett törvények (természetjog) korlátozták. Ezen alapul a görög városállamokban a monarchiától mint a közjó szolgálatában álló, törvénytisztelő hatalomgyakorlástól (baszilea) ennek elfajult formájaként a zsarnoki egyeduralom (türannisz) megkülönböztetése. A monarchia isteni eredetét a középkorban is hangsúlyozták, majd alapul szolgált a felvilágosult abszolutizmus politikai berendezkedésének (abszolút monarchia) igazolásához is. A képviseleti eszme elterjedése az újkorban egyre inkább az uralkodó egyszemélyi hatalmának korlátozásával, majd visszaszorításával járt, és az ún. korlátozott monarchia különböző formáinak (rendi monarchia, alkotmányos monarchia) megjelenését eredményezte; az előbbinél a hatalomgyakorlást az ország rendjeinek részvétele, az utóbbinál az alkotmány korlátozza. A modern monarchiákban a monarcha „uralkodik, de nem kormányoz”. Aktusainak jogi érvényességéhez általában miniszteri ellenjegyzés szükséges, bár azokért sem jogi, sem politikai felelősséggel nem tartozik, személye sérthetetlen. Mint „semleges” alkotmányos tényező inkább csak jelképes hatalommal rendelkezik, bár személyes tekintélyével, kiegyensúlyozó szerepe lehet országa politikai életében.

## Fajtái az uralkodó jogai szerint

### Abszolút monarchia
- Olyan monarchia, amelyben az uralkodó hatalmának intézményi korlátai nincsenek és a hatalom osztatlan.[1]

Jelenlegi abszolút monarchiák:  Szaúd-Arábia,  Brunei,  Omán,  Katar,  Szváziföld

### Alkotmányos monarchia
- Az uralkodó jogai az alkotmány által korlátozottak, és egyben az egyének jogai az alkotmányban vannak rögzítve.
- A király uralkodik, de nem kormányoz.
- Alkotmányos monarchia először Angliában jött létre 1689-ben. Magyarországon 1848-ban, majd az 1867-es kiegyezés után alakult ki.

### Parlamentáris monarchia
- ha az uralkodó a parlamentnek alárendelten működik, államfőként, elsősorban protokolláris szereppel.

## Napjaink monarchiáinak listája
| Ország          | Ország                      | A monarchia formája                          | Uralkodó        | Jelenlegi uralkodó            | Megjegyzés |
| --------------- | --------------------------- | -------------------------------------------- | --------------- | ----------------------------- | --- |
|                 |                             |                                              |                 |                               | |
| 1 császárság    |                             |                                              |                 |                               | |
| rand            | Japán                       | Parlamentáris                                | Tennó (császár) | Naruhito                      | |
| 33 királyság    |                             |                                              |                 |                               | |
|                 | Antigua és Barbuda          | Parlamentáris                                | Király          | III. Károly                   | — |
|                 | Ausztrália                  | Parlamentáris                                | Király          | III. Károly                   | — |
|                 | Bahama-szigetek             | Parlamentáris                                | Király          | III. Károly                   | — |
| rand            | Bahrein                     | Alkotmányos                                  | Király          | Hamad ibn Isa Al Kalifa       | 2002-ig emirátus, azóta királyság. A 2000-ben megkezdett demokratikus reformok után ma alkotmányos monarchia. |
|                 | Belgium                     | Alkotmányos                                  | Király          | Fülöp                         | — |
|                 | Belize                      | Parlamentáris                                | Király          | III. Károly                   | — |
|                 | Bhután                      | Alkotmányos                                  | Király          | Dzsigme Keszar Namgyel        | A buddhista abszolút monarchia 1907-től 2008. július 18-ig, azóta alkotmányos monarchia. |
|                 | Dánia                       | Parlamentáris                                | Király          | X. Frigyes                    | A dán uralkodó Grönland és a Feröer-szigetek uralkodója is. A trónöröklés 1953 óta a nők számára is nyitott. |
|                 | Szváziföld                  | Abszolút                                     | Király          | III. Mswati                   | Az utolsó abszolút monarchia Afrikában. A demokratizálódás folyamatban. |
|                 | Grenada                     | Parlamentáris                                | Király          | III. Károly                   | — |
|                 | Jamaica                     | Parlamentáris                                | Király          | III. Károly                   | — |
|                 | Jordánia                    | Alkotmányos                                  | Király          | II. Abdulláh                  | Az Egyesült Királyság hozta létre 1921-ben. |
|                 | Kambodzsa                   | Alkotmányos                                  | Király          | Norodom Szihamoní             | Az 1993-as új alkotmánya óta ismét a monarchia. |
|                 | Kanada                      | Parlamentáris                                | Király          | III. Károly                   | — |
|                 | Hollandia                   | Parlamentáris                                | Király          | Vilmos Sándor                 | |
|                 | Lesotho                     | Parlamentáris                                | Király          | III. Letsie                   | |
|                 | Malajzia                    | Parlamentáris                                | Király          | Abdullah Szultán Ahmad Shah   | |
|                 | Marokkó                     | Alkotmányos                                  | Király          | Mohammed VI.                  | Szultánság 1957-ig, azóta királyság. |
|                 | Új-Zéland                   | Parlamentáris                                | Király          | III. Károly                   | — |
|                 | Norvégia                    | Alkotmányos, erős parlamentáris jellemzőkkel | Király          | V. Harald                     | 1905 óta független királyság. 1990 óta az utódlás vonala a nők számára is nyitva áll. |
|                 | Pápua-Új-Guinea             | Parlamentáris                                | Király          | III. Károly                   | — |
|                 | Salamon-szigetek            | Parlamentáris                                | Király          | III. Károly                   | — |
|                 | Szaúd-Arábia                | Abszolút                                     | Király          | Salman ibn ʿAbd al-ʿAziz      | Iszlám monarchia. |
|                 | Svédország                  | Parlamentáris                                | Király          | XVI. Károly Gusztáv           | A trónöröklés 1979 óta a nők számára is nyitott. Az uralkodónak nincs politikai hatalma. |
|                 | Spanyolország               | Parlamentáris                                | Király          | VI. Fülöp                     | 1947-ben ismét királyság, de 1975 óta de facto. |
|                 | St. Kitts és Nevis          | Parlamentáris                                | Király          | III. Károly                   | — |
|                 | St. Lucia                   | Parlamentáris                                | Király          | III. Károly                   | — |
|                 | St. Vincent és a Grenadinák | Parlamentáris                                | Király          | III. Károly                   | — |
|                 | Thaiföld                    | Alkotmányos                                  | Király          | Maha Vajiralongkorn (X. Ráma) | Buddhista monarchia |
|                 | Tonga                       | Parlamentáris                                | Király          | VI. Tupou.                    | |
|                 | Tuvalu                      | Parlamentáris                                | Király          | III. Károly                   | — |
|                 | Egyesült Királyság          | Parlamentáris                                | Király          | III. Károly                   | A brit uralkodó tengeren túli területeknek is uralkodója. |
| 1 Nagyhercegség |                             |                                              |                 |                               | |
|                 | Luxemburg                   | Parlamentáris                                | Nagyherceg      | Henrik                        | |
| 3 Fejedelemség  |                             |                                              |                 |                               | |
|                 | Andorra                     | Parlamentáris                                | Társfejedelmek  | Joan Enric Vives i Sicília    | |
| Emmanuel Macron | Andorra                     | Parlamentáris                                | Társfejedelmek  |                               | |
|                 | Liechtenstein               | Alkotmányos „parlamentáris alapon“           | Herceg          | II. János Ádám                | — |
| rand            | Monaco                      | Alkotmányos                                  | Herceg          | II. Albert                    | — |
| 2 Szultanátus   |                             |                                              |                 |                               | |
|                 | Brunei                      | Abszolút                                     | Szultán         | Hassanal Bolkiah              | |
| rand            | Omán                        | Abszolút                                     | Szultán         | Haitham bin Tariq bin Taymur  | — |
| 3 Emírség       |                             |                                              |                 |                               | |
| rand            | Katar                       | Abszolút                                     | Emír            | Tamīm bin Hamad ath-Thānī     | — |
|                 | Kuvait                      | Alkotmányos                                  | Emír            | Mesál al-Ahmad al-Dzsabir     | 1991-ig abszolút monarchia. |
|                 | Egyesült Arab Emírségek     | Alkotmányos                                  | Elnök           | Zayid Al Nahyan kalifa        | Formálisan a hét szövetségi emír közül bármelyik megválasztható a szövetségi kormány élére, de hagyományosan mindig Abu-Dzabi emírjét választják meg. |
| 1 Szentszék     |                             |                                              |                 |                               | |
| rand            | Vatikánváros                | Abszolút monarchia                           | Pápa            | XIV. Leó pápa                 | Az utolsó abszolút monarchia Európában és az egyetlen keresztény teokrácia a világon. A pápát a konklávéban szavazati joggal rendelkező bíborosok választják meg, és mint római püspök és a római katolikus egyház feje hivatalosan a Vatikán uralkodója. |

## Fajtái a monarcha szerint
A monarchiákat általában a monarcha címe után nevezik el.
- király (királyság)
- császár (császárság)
- szultán (szultanátus)
- emír (emírség)
- sejk (sejkség)
- cár (cárság)
- kalifa (kalifátus)
- kagán (kaganátus)
- sah (sahság)
- nagyherceg (nagyhercegség)
- herceg (hercegség)
- pápa (pápaság)

## Uralkodói címek

### Európában
- pápa, papa
- császár, cár, imperator
- király, rex
- alkirály, proconsul
- nagyherceg, magnus dux
- választófejedelem, elector
- főherceg, archi dux
- fejedelem, princeps
- herceg, dux
- őrgróf, márki
- gróf, comes
- algróf, vicecomes
- báró, baro
- lovag, ritter

#### Egyéb hatalmat gyakorlók címei
| - caudillo - arkhón - autokratór - bán - bojár - conducător - connétable - despota - dictator - dux - gyula |  | - harka - kende - kenéz - kormányzó - majordomus - nádor - régens - sénéchal - soltész - vajda - zsupán |  |

### Amerikában
- kacika (cacique): törzsfőnök, kormányzó. Eredetileg a tainó őslakosok illették ezzel a címmel a vezetőiket.
- hueyi tlatoani: azték császár
- ajav: maja uralkodói cím, fokozott változata a kuhul ajaw (isteni úr)
- sapa inka: inka császár
- morubixaba: tupi vezető
- sha-quan: indián vezető
- Mikó (mico) krík vezető

### Afrikában
- fáraó: az ókori Egyiptom istenkirályának címe
- négus: Etiópia királyának címe. Hivatalos használata 1942-ben megszűnt.
- nagasa nagasi: Etiópia császárának címe, jelentése: ’királyok királya, vagyis császár.
- mwami: tuszi királyi cím
- oba: juruba királyi cím
- olu: joruba királyi és nemesi cím. Az Oluwa szó kicsinyítőképzős alakja, amely istent jelent.
- eze: igbó királyi cím
- kabaka: királyi cím Bugandában.
- almami: fulbe királyi cím.
- Lámdó (laamdo) fulbe cím, jelentése: "vezető" vagy "király".  A nép alacsonyabb rangú vezetői használták.
- Lámidó (lamido, laamido) fulbe uralkodói cím, jelentése: "nagy király" vagy "nagy vezető". A nyugat-afrikai fulbe emírségek vezetői használták, az uralkodó és az alárendelt (gyakran vazallus) államok konföderációinak vezetőjeként.
- omukama: királyi cím Ugandában.
- muata jamvo: lunda királyi cím ( Közép-Afrika)
- ngola: Ndongo uralkodójának címe volt (a mai Angola területe).
- asantihene: Asanti uralkodójának címe volt (Ghána)
- Fámá (faama)  mandinka szó, jelentése "apa", "vezető" vagy "király".  A Mali birodalom megalapítása előtt használták.
- Mansza: "a királyok királya", a Mali birodalom uralkodójának címe volt,
- afong: Bamileke uralkodójának címe volt (Kamerun)
- mfu: a Bamun királyság uralkodójának címe volt.
- nyimi: a Kuba királyság uralkodójának címe volt, a mai Kongói demokratikus köztársaság terültén.
- mulovhe: a Luba királyság uralkodójának címe volt
- mvene matapa: a meghódított föld ura, Monomapata uralkodójának címe volt
- manikongo (mwene Kongo: "Kongó ura"), a kongói királyság uralkodójának kikongó nyelvű címe volt.[3]
- bale: Ibadan uralkodójának címe volt
- ologun: Lagos uralkodójának címe volt (Nigéria)
- alafin: Oyo uralkodójának címe volt
- Gárád (garad, garaad, garada) Északkelet-Afrikában használt uralkodói cím. Szomáli nyelven „bölcs embert, bölcsességet”, ” vagy „főnököt” jelent, a szultán cím szomáliai megfelelője. Az Etiópiában beszélt harari nyelven szintén "főnök" a jelentése.
- nkosi/inkosi: a zulu és a xhosza  nép uralkodójának címe Dél- Afrikában.

### Ázsiában
- arasan: tamil királyi cím,
- druk gyalpo: Bhután uralkodójának címe,
- csogyal: Szikkim uralkodójának címe volt, jelentése: uralkodó, király.
- kán
- kagán
- jugurrus: magas avar uralkodói méltóság (jugrus, jogur alakokban is),
- szultán: több muzulmán állam (Oszmán Birodalom, Omán, stb. uralkodója),
- radzsa
- maharadzsa
- ókimi
- tennó
- sógun
- daimjó
- szamuráj
- naváb (magyarosan nábob alakban is)
- nojon
- saopha: San uralkodói címe volt
- datu: a Fülöp-szigeteken főnöki cím volt
- nizam-ul-mulk: indiai uralkodói cím volt
- thampuran: Kerala királyi címe volt
- swargadeo: Asszan uralkodójának címe volt
- szamrát / szamarát: indiai uralkodói cím volt, a császári rang védikus megnevezése.
- nam: Vietnámban báró volt,
- ba: Vietnámban gróf volt.
- tu: Vietnámban az európai vicont cím megfelelője volt.
- hau: Vietnámban őrgróf volt.
- cong: Vietnámban fejedelem volt
- quan-cong: Vietnámban herceg volt
- quoc-cong: Vietnámban nagyherceg volt
- vuong: Vietnámban király volt
- bo: Kínában gróf volt
- hakushaku: Japánban gróf volt
- baejak: Koreában gróf volt
- namjak: Koreában báró volt
- danshaku: Japánban báró volt

### A Közel-Keleten
- nagyvezír
- vezír
- szerdár
- beglerbég
- pasa, basa
- bej
- bégum
- basi
- aga
- szultán
- kalifa
- emír
- sejk
- sah
- padisah
- sahinsah
- malik
- mirza

#### Egyéb közel-keleti titulusok
- beke
- gyula
- horka
- bak-sah